# Erik Stolhanske
Erik Stolhanske est un acteur américain né le 23 août 1968 à Minneapolis, Minnesota. Il est un membre du groupe de la comédie Broken Lizard.

## Filmographie
- 2002 Super Troopers
- 2004 Club Dread
- 2006 Beerfest